# Grace Bumbry
Grace Bumbry   (Saint Louis, 4 de gener de 1937 - Viena, 7 de maig de 2023) va ser una cantant d'òpera estatunidenca, considerada una de les mezzosopranos més importants de la seva generació, així com una soprano important al començament de la seva carrera. Va ser membre d'una generació pionera d'òpera i cantants clàssics afroamericans, començant per Leontyne Price i incloent Martina Arroyo, Shirley Verrett, Jessye Norman, Kathleen Battle i Reri Grist, que van succeir a Marian Anderson en el món de l'òpera i la música clàssica. Van obrir el camí per a les futures generacions de cantants d'òpera i concert afroamericans. La veu de Bumbry era rica i dinàmica, posseïa una àmplia gamma i era capaç de produir un to molt distintiu.
En el seu millor moment, també posseïa una bona agilitat i tècnica de bel canto, que es pot percebre, per exemple, en les seves interpretacions del "Nel giardin del bello" de l'òpera Don Carlos de Giuseppe Verdi dels anys 70 i 80, així com al Ernani de Verdi amb l'Òpera Lírica de Chicago del 1984. Es va destacar especialment pel seu temperament ardent i la seva intensitat dramàtica a l'escenari. Més recentment, havia destacat també com a cantant de recitals i intèrpret de lieder, a més de com a professora. A partir de finals de la dècada de 1980, va concentrar la seva carrera a Europa, més que als Estats Units d'Amèrica. Resident des de feia molt temps a Suïssa, va passar els seus últims anys a Viena, Àustria, on va morir el 7 de maig de 2023.

## Infància i educació
Grace Bumbry va néixer a Saint Louis, Missouri, el 1937. Va ser la tercera filla de Benjamin Bumbry, un treballador de mercaderies de ferrocarril, i de Melzia Bumbry, una mestra d'escola. Eren una família de mitjans modestos, profundament religiosa i altament musical. Es va graduar a la prestigiosa Charles Sumner High School, la primera escola secundària negra a l'oest del Mississipi. Va tenir com a professor de cant a Kenneth Billups, juntament amb Armand Tokatyan de Santa Bàrbara. A 17 anys, a instàncies de Billups i de Sara Hopes, la seva directora de cor, va participar i va guanyar un concurs de talent adolescent patrocinat per l'estació de ràdio KMOX de Saint Louis. Els premis per al primer lloc incloïen un bon de guerra de 1.000 dòlars, un viatge a Nova York i una beca a l'Institut de Música de Saint Louis; tanmateix, la institució no l'acceptaria perquè era negra. Avergonyits, els promotors del concurs van aconseguir que ella aparegués al programa Talent Scouts d'Arthur Godfrey, televisat en l'àmbit nacional. Va cantar l'ària de Verdi "O don fatale" de Don Carlos. L'èxit d'aquesta actuació li va donar l'oportunitat d'estudiar a la Facultat de Belles Arts de la Universitat de Boston. Posteriorment, es va traslladar a Universitat Northwestern, on va conèixer la soprano dramàtica alemanya i cantant wagneriana Lotte Lehmann, amb qui més tard va estudiar a l'Acadèmia de Música de l'Oest, de Santa Bàrbara, Califòrnia, i que es va convertir en el seva mentora al començament de la seva carrera.

## Carrera
El 1958, va ser guanyadora de les Audicions del Consell Nacional de l'Òpera Metropolitana, conjuntament amb la soprano Martina Arroyo. Més tard, aquell mateix any, va fer el seu debut en recital a París. Bumbry va fer el seu debut operístic l'any 1960 cantant el paper d'Amneris a l'Òpera de París; aquest mateix any es va incorporar a l'Òpera de Basilea.

### Popularitat internacional
Bumbry va guanyar fama internacional quan Wieland Wagner (net de Richard Wagner) la va contractar per interpretar el paper de Venus al Tannhäuser a Bayreuth el 1961, a 24 anys, la primera cantant negra que va aparèixer en aquell teatre, cosa que li va valer el títol de "Venus Negra". El repartiment també incloïa Victòria dels Àngels com a Elisabeth i Wolfgang Windgassen com a Tannhäuser. Els espectadors conservadors de l'òpera es van indignar amb la idea, però l'actuació de Bumbry va ser tan commovedora que al final de l'òpera s'havia guanyat el públic, que la va aplaudir durant 30 minuts, sortint 42 vegades a saludar.
El furor posterior als mitjans va fer de Bumbry fos una cause célèbre internacional. Posteriorment, va ser convidada per Jacqueline Kennedy a cantar a la Casa Blanca. Va tornar a la Casa Blanca el 1981, cantant a la inauguració de l'etapa presidencial de Ronald Reagan.
Bumbry va fer el seu debut al Royal Opera House, al Covent Garden de Londres, el 1963, a La Scala de Milà el 1964 i al Metropolitan Opera de Nova York el 1965, en aquest cas com a princesa Eboli del Don Carlo de Verdi. El 1964, Bumbry va aparèixer per primera vegada com a soprano, cantant el paper de Lady Macbeth de Verdi en el seu debut a l'Òpera Estatal de Viena. El 1966 va aparèixer com a Carmen al costat de Jon Vickers, en el paper de Don José, en dues produccions diferents, una amb el director Herbert von Karajan a Salzburg i l'altra pel debut de Bumbry amb l'Òpera de San Francisco. El mateix any a cantar aquest rol al Gran Teatre del Liceu de Barcelona, amb Pedro Lavirgen com a Don José, un paper que repetiria al teatre barcelonès en la temporada 1974-1975. El 1967 va tornar a cantar Carmen en el seu debut amb la Companyia d'Òpera Lírica de Filadèlfia i va tornar a l'Òpera de San Francisco el 1967 amb la seva primera interpretació del paper de Laura Adorno de l'òpera La Gioconda amb Renato Cioni com a Enzo Grimaldi, Maureen Forrester com a La Cieca, debutant en aquell teatre, i Chester Ludgin com a Barnaba.

### Rols de soprano
A la dècada de 1970, Bumbry, després d'haver gravat moltes àries de soprano, va començar a assumir més papers de soprano. El seu primer paper de soprano oficial va ser Salomé el 1970 al Covent Garden de Londres, sota la direcció de Georg Solti. Va aparèixer per primera vegada com a Tosca al Metropolitan Opera el 1971, i a La Scala el 1974. També va assumir papers més inusuals, com ara Jenůfa de Janáček (en italià) a La Scala el 1974 (amb Magda Olivero com a Kostelnička), Ariane et Barbe-bleue de Dukas a París el 1975 i Sélika a L'Africaine de Meyerbeer al Covent Garden el 136 de novembre de 1978 (amb Plácido Domingo com a Vasco da Gama). També va començar a assumir papers com ara Norma, Medea, Abigaille i Gioconda.
Bumbry va cantar per primera vegada el paper de Norma el 1977 a Martina Franca, Itàlia. L'any següent, va cantar tant Norma com Adalgisa en la mateixa producció al Covent Garden, primer com la sacerdotessa més jove amb Montserrat Caballé com a Norma; més tard, com a Norma, amb Josephine Veasey com a Adalgisa.
Altres papers de soprano destacats en la seva carrera van ser: Chimène (a Le Cid), Elisabeth (a Tannhäuser), Elvira (a Ernani), Leonora (tant a Il trovatore com a La forza del destino). Altres papers importants de mezzosoprano en el seu repertori van ser Dalila, Cassandre i Didon (a Les Troyens), Hérodiade de Massenet, Azucena, Orfeo i Telemaco de Gluck.

### Carrera posterior
A la dècada de 1990, també va fundar i va fer una gira amb el Grace Bumbry Black Musical Heritage Ensemble, un grup dedicat a preservar i interpretar els espirituals negres tradicionals. La seva última aparició operística va ser com a Klytämnestra a Elektra de Richard Strauss a Lió el 1997. Des de llavors, es va dedicar a ensenyar i a fer de jurat en concursos internacionals i selecció de cantant d'escena, donant una sèrie de recitals el 2001 i el 2002 en honor a la seva professora, Lotte Lehmann, inloent-hi París (Théâtre du Châtelet), Londres (Wigmore Hall) i Nova York (Alice Tully Hall).
El 2010, després d'una absència de molts anys dels escenaris d'òpera, va actuar a Treemonisha de Scott Joplin al Théâtre du Chatelet de París, i el 2013 va tornar a l'Òpera Estatal de Viena com a la comtessa de La reina de piques de Txaikovski.
El seu consell als joves cantants era: "Lluiteu per l'excel·lència, aquesta és la resposta. Si us esforceu per l'excel·lència, això vol dir que esteu decidit a treballar. Trobareu la manera d'assolir el vostre objectiu, fins i tot si això suposa haver de rebutjar ofertes realment fantàstiques. Heu de viure amb això, com heu de viure amb vosaltres mateixos".

## Tessitura
La carrera de Bumbry en el món de l'òpera va ser notable i llarga, encara que una mica controvertida. Inicialment, Bumbry va començar la seva carrera com a mezzosoprano, però més tard va ampliar el seu repertori per incloure molts papers dramàtics de soprano. A mitjans dels anys 1970 i 1980 es considerava una soprano; però a la dècada de 1990, quan la seva carrera s'acostava al capvespre, sovint tornava als papers de mezzosoprano. Va ser una de les cantants amb més èxit que ha fet la transició de mezzosoprano a alta soprano (juntament amb la seva compatriota i contemporània Shirley Verrett); tanmateix, el públic i la crítica estaven dividits sobre si ella era una "autèntica" soprano. No obstant això, va cantar papers de soprano importants a la majoria dels grans teatres d'òpera del món fins al final de la seva carrera operística a la dècada de 1990, cantant Turandot a la Royal Opera House del Covent Garden (Londres) el 1993, per exemple. La seva principal carrera operística va abastar des del 1960 (el seu debut a París com Amneris) fins al 1997 (com a Klytämnestra, a Lió, França).

## Enregistraments i honors
Gran part del seu llegat gravat és del seu període de mezzosoprano, incloent-hi almenys dues Carmen i tres Amnerises (possiblement el seu paper més interpretat a l'escenari i gravat amb més freqüència), Venus (amb Anja Silja com a Elisabeth, al Festival de Bayreuth de 1962), Eboli i Orfeo i la Missa de Rèquiem de Verdi al Royal Festival Hall l'abril de 1964. No hi ha enregistraments comercials complets d'òpera d'estudi amb ella en un paper de soprano, però sí enregistraments d'actuacions en directe de Le Cid (amb l'Orquestra de l'Òpera de Nova York), Jenůfa (a La Scala) i Norma (Martina Franca), a més d'algunes recopilacions comercials que inclouen àries en el repertori de soprano. Molts d'aquests registres es van gravar en el seu període de mezzosoprano, als anys seixanta (incloent-hi fragments de La forza del destino en alemany, amb Nicolai Gedda com a Alvaro). També va gravar música per al musical Carmen Jones, basat en l'òpera de Bizet; així com l'opereta Der Zigeunerbaron de Johann Strauss II, els oratoris Israel a Egipte i Judas Maccabaeus de Händel, i un àlbum de cançons pop.
Bumbry va ser inclosa al Passeig de la Fama de Saint Louis. Entre altres honors, va rebre el Premi UNESCO, el Premi Alumna Distingida de l'Acadèmia de Música d'Occident, el Premi Giuseppe Verdi d'Itàlia, i va ser nomenada Comandant de les Arts i les Lletres pel govern francès. Va rebre un premi Grammy el 1972 a la millor gravació d'òpera. El 6 de desembre de 2009, va estar entre els homenatjats amb el Kennedy Center Honors 2009, per la seva contribució a les arts escèniques.

## Vida personal i mort
El 1963, Bumbry es va casar amb el tenor polonès Erwin Jaeckel. Es van divorciar el 1972.
El 20 d'octubre de 2022, Bumbry estava en un vol de Viena a Nova York quan va patir un ictus. La seva salut va disminuir durant els mesos següents i va morir per complicacions relacionades amb l'ictus, en un hospital de Viena, el 7 de maig de 2023, a l'edat de 86 anys.

## Videos
- Gala del centenari de la Metropolitan Opera (1983), Deutsche Grammophon/PolyGram, 073 453
- Gala del 25è aniversari de l'Òpera Metropolitana de James Levine (1996), Deutsche Grammophon/Universal Classics, B0004602